# Sweet Freedom (Uriah Heep)
Sweet Freedom is het zesde studioalbum van de Britse rockgroep Uriah Heep en wordt over het algemeen als een van hun betere albums beschouwd.

## Muzikanten
- David Byron – zang
- Ken Hensley – keyboards, gitaar, percussie
- Mick Box – elektrische en akoestische gitaar
- Lee Kerslake – drums en percussie
- Gary Thain – basgitaar

In deze samenstelling, die ook wel de klassieke bezetting wordt genoemd, heeft de band haar meeste successen behaald.

## Muziek
Op het zesde album Sweet Freedom laat de band grotendeels haar bekende geluid horen, bestaande uit stevige rockmuziek, afgewisseld met melodieuze stukken. Daarbij is een belangrijke rol weggelegd voor gitaar en keyboard en zijn regelmatig harmonieuze koortjes te horen. Het album opent met het (enigszins funky) Dreamer. Het rocknummer Stealin' is tegenwoordig nog steeds een succesnummer, ook bij concerten van de band. De titeltrack Sweet Freedom behoort tot de vertrouwde rocksongs zoals we die kennen van Uriah Heep. Het nummer Circus wijkt af van de gebruikelijke Uriah Heep muziek en bestaat grotendeels uit zang en akoestische gitaar. Pilgrim is een goed opgebouwd episch nummer van ruim 7 minuten. De meeste nummers zijn geschreven door toetsenist Ken Hensley, soms samen met andere bandleden.
| Nr. | Titel                            | Duur |
| --- | -------------------------------- | ---- |
| 1.  | Dreamer (Gary Thain/Mick Box)    | 3:42 |
| 2.  | Stealin' (Ken Hensley)           | 4:49 |
| 3.  | One Day (Ken Hensley/Gary Thain) | 2:45 |
| 4.  | Sweet Freedom (Ken Hensley)      | 6:28 |

| Nr. | Titel                                     | Duur |
| --- | ----------------------------------------- | ---- |
| 1.  | If I had the time (Ken Hensley)           | 5:37 |
| 2.  | Seven Stars (Ken Hensley)                 | 3:48 |
| 3.  | Circus (Gary Thain/Mick Box/Lee Kerslake) | 2:42 |
| 4.  | Pilgrim (Ken Hensley/David Byron)         | 7:08 |

## Album
Dit is het eerste album dat niet is opgenomen in de Landsdowne Studio’s in Londen. De band koos ditmaal voor de Château d'Hérouville, een luxe achttiende-eeuws kasteel in de omgeving van Parijs. Het album is geproduceerd door manager Gerry Bron. Het is in Engeland en Europa uitgebracht in september 1973 op het Bronze-label en in de Verenigde Staten op Warner Bros. In 1996 is een geremasterde cd uitgebracht met twee bonus tracks, in 2003 verscheen een luxe versie van dit album met zes bonustracks. Op de voorkant van de originele platenhoes staat een groepsportret. Op de binnenpagina’s van deze klaphoes staan de teksten en individuele foto’s van de bandleden. In tegenstelling tot de eerdere hoezen waar veelal een opvallende tekening op stond.